# Potyczka pod Cabezón
Potyczka pod Cabezón – starcie zbrojne w początkowym okresie trwania wojen napoleońskich w Hiszpanii 12 czerwca 1808 roku, pomiędzy nieznacznymi siłami hiszpańskiej milicji (zwanymi na wyrost „Armią Kastylii”) i oddziałem Korpusu Armijnego gen. Lasalle z sił pod dowództwem marszałka Bessièresa.
Do starcia doszło w sytuacji, gdy niewielkie siły gen. Cuesty, zebrane z niedobitków dla obrony Starej Kastylii, próbowały zablokować most i drogę wiodącą do Burgos stając przeciw nadciągającym dywizjom francuskim. Zamiast przygotować uziemnione pozycje obronne na przeciwległym brzegu rzeki Pisuerga, Cuesta, wierząc w zapał i ducha bojowego swoich żołnierzy, pchnął swoje wojska przez most do ataku na prawie dwukrotnie liczniejszego przeciwnika z łatwym do przewidzenia skutkiem: weterani konnicy Lasalle’a wprost stratowali nieostrzelanych rekrutów Cuesty i kontynuowali bez przeszkód marsz na Valladolid.